# Abd-al-Jamil (nom)
Abd-al-Jamil és un nom masculí teòfor àrab islàmic (àrab: عبد الجميل, ʿAbd al-Jamīl) que literalment significa ‘Servidor del Bell’, essent «el Bell» un atribut de Déu. Si bé Abd-al-Jamil és la transcripció normativa en català del nom en àrab clàssic, també se'l pot trobar transcrit Abdul Jamil, ‘Abdul Jamiel... normalment per influència de la pronunciació dialectal o seguint altres criteris de transliteració. Com a teòfor, també el duen musulmans no arabòfons que l'han adaptat a les característiques fòniques i gràfiques de la seva llengua: en turc, Abdülcemil.